# Epinephelus areolatus
Epinephelus areolatus är en fiskart som först beskrevs av Forsskål, 1775.  Epinephelus areolatus ingår i släktet Epinephelus och familjen havsabborrfiskar. IUCN kategoriserar arten globalt som livskraftig. Inga underarter finns listade i Catalogue of Life.